# 神と野獣の日
『神と野獣の日』（かみとやじゅうのひ）は、松本清張の長編小説である。初出は「女性自身」1963年2月18日号-6月24日号。推理小説で知られる松本清張がSF的設定を持つ小説に初めて挑戦した作品である。その内容は、Z国から東京に向けて誤射された5基の核弾頭ミサイルが着弾する瞬間までの「43分間」に起こる政府首脳陣の対応や人々の反応などの極限状況における悲喜劇を描き出すものである。

## 発表経過
この作品の発表は、アメリカ合衆国とソビエト連邦が冷戦のただ中にある時期であった。清張には兵器としての核や原水爆に対する怒りがあり、それが切迫した核への恐怖に対して人々や政府はどのように行動するかを描くこの作品につながった。
同盟国からの核弾頭ミサイル誤射から始まる『神と野獣の日』は、「女性自身」1963年2月18日号-6月24日号に連載された。清張自身は「科学は苦手」としていて、SFにも苦手意識を持っていたという。そしてSF的設定や近未来を扱った作品はパンデミックを題材にとった『赤い氷河期』（1988年-1989年）とこの『神と野獣の日』くらいである。
同年9月15日、カッパ・ノベルズから単行本として発行された。講談社文庫からは1982年8月15日に鏡明の解説付きで刊行された。角川文庫では1973年10月30日に刊行され、2008年に東野圭吾の推薦を得て改版初版が発行された（解説は権田萬治）。
講談社文庫と角川文庫改版での主な違いは、前者が「プロローグ」に始まって「あと四十分」、「二十八分十秒前」、「修正時間」…「あと十分」、「あと三分」、「着弾」、「歓喜」と目次が細分化されているのに対して、後者では目次の細分化が廃されている点である。角川文庫改版はその後も版を重ねて2021年6月5日に11版が刊行され、電子書籍化もされている。ただし、全66巻におよぶ清張の全集には収録されていない。

## 主な登場人物
- 総理大臣：年齢は62歳[13]。東京への核弾頭ミサイル誤射という未曽有の危機に直面する[14]。
- 統幕議長：防衛省のトップ。総理大臣に誤射を急報し、後には戒厳令を布告することになる[14]。
- 官房長官：総理大臣の側近[14]。
- 戸上佐知子：虎ノ門近くの企業に勤める女性[15]。
- 木村規久夫：佐知子の恋人[15][16]。

## あらすじ
早春のある日の午後、官邸にいた総理大臣あてに緊急電話がかかってくる。電話の主は防衛省統幕議長で、太平洋自由条約機構加盟のZ国から5基の核弾頭ミサイルが東京に向けて誤射されたという内容であった。
20000キロメートル離れたZ国からミサイルが東京に到達するまでの猶予時間は43分、しかもそのうち2基はすでに迎撃不可能であった。ミサイル1発で東京を中心として半径12キロメートルが死滅するという予想を示して、統幕議長は総理大臣に早急な決断を求める。官房長官は国民の動揺を防ぐために知らせないでおくことを勧め、在日米軍は即刻ヘリコプター5機を派遣して政府高官たちを厚木経由で日本から脱出させる手はずを整えたと通知してくる。統幕議長は総理大臣に向けて、ヘリコプターが永田町に到着するまでの2分の間に国民への告知に対する決定を強く促す。
総理大臣は1度は官邸に踏みとどまって国民とともに死のうと考えたものの、官房長官はそれでは外国から日本が壊滅したように受け取られると諫める。やがてヘリコプターが到着し、猶予のなくなった総理大臣は事実を国民に伝えることに決める。総理大臣は統幕議長にあと8分で真実を全国民に伝え、ただちに戒厳令を布くように命じる。総理大臣は共同会見を待ち受けていた記者たちの前に現れてミサイル誤射を伝えると、彼らはパニックを起こしてわれ先にと逃げ出す。総理大臣はかろうじてヘリコプターに乗り込み、既に搭乗していた官房長官や大蔵大臣などと合流する。
統幕議長は警察庁と警視庁に戒厳令布告を伝達し、各放送局にはミサイル誤射の事態を臨時ニュースとして報道することを要請する。放送局では事態を知った局員たちが逃げまどう中で、何とか臨時ニュースが流される。臨時ニュースは都民の間に瞬く間に広まり、パニックが起きる。人々は都心からの脱出を試みるものの、交通事故や地下鉄事故、そして治安維持のための発砲などによって多数の命が失われる。
虎ノ門近くの企業に勤める佐知子は、何とか経堂の自宅に向かおうとしたが混乱に巻き込まれて断念する。彼女はその代りに、新宿近くに住む恋人の規久夫の家を目指す。規久夫は避難せずに佐知子を待ち続けていて、2人は再会を果たす。
総理大臣は国外行きの予定を変更して、大阪府庁に臨時政府を設置する。総理大臣は大阪から国民に向けて落ち着いた行動を呼びかける。だが、その言葉はかえって混乱と絶望をもたらすのみである。絶望に打ちひしがれた人々から、理性を失って肉欲と暴力に溺れる者や狂気に身をゆだねる者、そして自ら死に赴く者などが続出する。それでもごく少数ながら、最期の時間を家族一同で迎えようとする者や、佐知子と規久夫のように限られた時間の幸福を分かち合う恋人同士などもいる。
到達時間が迫り人々が恐怖におののく中、1発のミサイルが着弾する。なぜかそのミサイルは不発のままで、人々は喜びに沸き返る。しかし、人々が気づかぬうちに空の彼方から1つの黒点が姿を現し、正確な進路を取りながら次第に大きくなっていく。

## 評価
この作品は、清張がSF的設定を持つ小説に初めて挑戦したものである。パニックで動揺する東京の描写や人々の行動、政府の対応や危機管理などを清張は精密に描き出した。
鏡明は講談社文庫版（1982年）の解説で「松本清張唯一のSF」と定義しながらも、核ミサイルの誤射という基本的な設定からは「もはや誰もSFとは認めないような、そのような時代になってきている」と指摘した。鏡は核ミサイルの誤射のほか、大地震の襲来や仮想敵国からの攻撃などを扱う小説の多くは「パニック小説」という新たなジャンルに峻別され、近未来のできごとであってもSF小説から除外されると説明した。鏡はSF小説の概念が時代とともに変化していることを指摘し、清張が執筆した当時はSFであることを企図して書かれ、そしてSFとして受容されていたはずだとする。
鏡によれば、日本人のSF作家でいわゆる「破滅テーマ」を主題として初めて長編小説を書いたのが小松左京の『復活の日』（1964年）である。『神と野獣の日』の発表はその前年であった。その時代において核による破滅を描いた小説は欧米でもすでに珍しいものではなく、ネヴィル・シュートの『渚にて』（1957年）のような作品も存在した。鏡は特筆すべきこととして『渚にて』や『レベル・セブン』（モルデカイ・ロシュワルト作）という破滅テーマの傑作がいずれもSFプロパーではない作家によって書かれていることを取り上げた。
清張は2時間足らずという短い時間の中で、着弾予定地にいるさまざまな人々が極限状態でどのように行動するかを描写した。総理大臣など数名の主要キャラクターが存在するが、清張の視点は個人よりも集団としての人間に重点を置いている。鏡は「破滅テーマを正面から取り扱おうとした作品として評価されるべきだ」と総括している。
権田萬治は角川文庫改版（2008年）の解説で、「SF的な発想に立っているという点で最も異色のものの一つ」と評した。権田も「SF的」という言葉を使っているが、その理由は『神と野獣の日』が執筆された当時だけではなく現在の日本が置かれている危機的状況を描いていることである。通常のSF作品なら遥かな未来の時間軸と彼方へと飛翔していく物語が、清張の視点では「現代の日本の生々しい現実」を描き出している。
権田は『神と野獣の日』をSF的分類では「人類破滅テーマの一変種にほかならない」とする。ただし、この作品においては扱われる時間と空間の範囲があくまでも「現代日本」、さらに「現代の東京」に絞り込まれている点で類似のテーマを扱ったSF作品とは一線を画している。清張が作品を通して描き出そうとしたのは、核ミサイルの誤射のような危機が突如発生したら日本はどのような反応を示すのかという行動のシミュレーションであり、現実と乖離したファンタジーではなかった。
この異常事態に対する政府首脳陣の慌てふためくさまについて、権田は「まことに喜劇的であるが、もし、このような状況になったら、おそらく日本の政治家たちはこの作品の登場人物と同じようになすところを知らないであろう」と指摘した。そして作品の幕切れにおける「黒点」の登場について清張のペシミズムに触れた。権田は作品の独創性について「SF的発想に立ちながら、そのようなパニックを権力の内部の動きとして悲喜劇的に暴露している点にあるだろう」と記述した。
川村湊は、東日本大震災および福島第一原子力発電所事故と同年（2011年）の著書『原発と原爆 「核」の戦後精神史』で、1961年に造られた映画『世界大戦争』（八住利雄・馬淵薫脚本、松林宗恵監督）との比較でこの作品を取り上げた。連邦国と同盟国の2大陣営の対立は、互いに核攻撃を仕掛け合う準備が整う状況に至っていた。やがてヒューマンエラーから核爆弾発射のボタンが押されたことが判明し、それを知った東京の人々は大パニックに陥る。
フランキー堺の演じる主人公と彼の一家は、逃避しても意味がないことを悟って自宅で最期の食卓を囲む。主人公は妻には別荘を建て、長女には幸福な結婚式を、次女はスチュワーデスに、そして息子には自分が叶えることのできなかった大学への進学という夢を涙ながらに叫ぶ。一家が食事を終えようとしたその瞬間に1発目の核爆弾が東京に着弾し、その後連邦国と同盟国を問わず世界各地の主要都市を核爆弾が襲う。
川村は『世界大戦争』と『神と野獣の日』は「ほぼ同様の発想に基づいているといえる」と評した。2つの作品には個人的な喜怒哀楽に焦点を当てて書くか、為政者の立場からのアプローチを重視して描写するかの差異があり、川村は「そうした”作者”の想像力の違いが感じられる」と記述した。
高橋敏夫によれば、この作品は清張には珍しくSF的作品であるということ以外、ほとんど関心を寄せられていなかったという。高橋は2012年に開催された「松本清張研究会 第26回研究発表会」において「三・一一以後の松本清張」という講演を行った。この講演で高橋は『神と野獣の日』を取り上げた。
高橋は作品から重要な問題点をいくつか見い出した。抜粋すると、まずミサイルの誤射がアメリカを中心とした西側諸国の内部で起こったという設定である。執筆当時はアメリカとソビエト連邦が原子力を兵器以外でも平和利用をめぐって競争していた時代であり、ミサイルを誤射したのがソビエトまたは東側諸国からというのが自然であるのに、清張が敢えてそうしなかった点を含めて物語のそこここに「アメリカへの非難」が見受けられる。他に挙げられたのは、すでに「防衛省」が作中世界に存在するものの、防衛大臣はおらず、代わりに統幕議長が登場することや、近未来を舞台にしながらもほぼ同時代における日常を多角的な視点から描写することによって、リアリティとアクチュアリティをともに獲得していることなどである。
高橋は自著『松本清張 「隠蔽と暴露」の作家』（2018年）においても、『神と野獣の日』に触れた。高橋はこの作品について「（1963年に書かれた）『神と野獣の日』には、核のもつ破滅的な力について（中略）今でもじゅうぶん通用する見方、考え方がしめされている」と評している。
香山二三郎は「電子書籍で読む名作」第9回（『本の旅人』 平成27年11月号掲載）で『神と野獣の日』を題材として取り上げた。香山は「今でいうシミュレーション小説であり、科学的な趣向は薄いのである」と評した。香山が『神と野獣の日』を読んで想起したのは、スタンリー・キューブリックの映画『博士の異常な愛情』であった。香山は清張がブラックユーモア満載のこの映画にインスパイアされたのかと思ったものの、実は映画が公開されたのは1964年1月のことであって、清張の作品の方が先んじていた。
そこで香山は、清張のアイディアの源泉をアメリカとソビエト連邦の両大国が極限の緊張状態にあったキューバ危機（1962年10月-11月）ではないかと推定した。香山は「キューブリックに先駆けて、かような黒々とした作品をものするとは。われらが清張の偉大さを見直すべきなのではないだろうか」と称賛した。
さらに香山は表題について、破滅を目前にして運命を甘受する人々と、好き勝手にふるまって暴徒化する人々とに二極分化していく構図を読み取り「今日に至るまでリアル極まりない」と評し、「社会のあり方に警鐘を打ち鳴らすシミュレーション小説としての完成度は高い」と続け、ラストについて「『博士の異常な愛情』に勝るとも劣らない、ぞっとするエンディングにもご注目」と総括している。